# La desraonada eficàcia de la Matemàtica en les Ciències Naturals
La desraonada eficàcia de la matemàtica en les ciències naturals (títol original: "The Unreasonable Effectiveness of Mathematics in the Natural Sciences") és el títol d'un article publicat en 1960 pel físic Eugene Wigner. En aquest article, Wigner va observar que l'estructura matemàtica d'una teoria física sovint assenyala el camí per a futurs avanços en aquella teoria o fins i tot en prediccions empíriques.

## El miracle de la matemàtica en les ciències naturals
Wigner comença el seu article amb la creença, comuna entre els qui estan familiaritzats amb les matemàtiques, que els conceptes matemàtics tenen aplicabilitat més enllà del context en què són originalment desenvolupats. Basat en la seua experiència diu que "és important assenyalar que la formulació matemàtica basada en les experiències crues del físic porten en un inusual nombre de casos a una descripció sorprenentment precisa d'una classe àmplia de fenòmens." Després invoca la llei fonamental de gravitació com a exemple. Aquesta, originalment utilitzada per modelar cossos en caiguda lliure sobre la superfície de la terra, va ser estesa a la base del que Wigner denomina "observacions molt escasses" per descriure el moviment dels planetes, on "s'ha provat precisa més enllà de totes les expectatives raonables".
Un altre exemple sovint citat és el de les Equacions de Maxwell, derivades per modelar els fenòmens elèctrics i magnètics elementals a mitjan segle xix. Aquestes equacions també descriuen les ones de radi, descobertes per David Edward Hughes en 1879, és a dir, poc temps abans de la mort de James Clerk Maxwell. Wigner resumeix el seu argument dient que "l'enorme utilitat de les matemàtiques en les ciències naturals és allò que voreja el misteri i pel que no hi ha explicació racional". Conclou el seu article amb la mateixa qüestió amb la qual comença:
| «               | El miracle de l'adequació del llenguatge matemàtic per a la formulació de les lleis de la física és un regal meravellós que no entenem ni tampoc mereixem. Hauríem d'estar agraïts per aquest i tenir l'esperança que seguirà sent vàlida en futures recerques i que s'estendrà, per a mal o per a bé, al nostre gust, fins i tot així i tot potser també al nostre desconcert, a àmplies branques de l'aprenentatge. | » |
| — Eugene Wigner | |   |

## La profunda connexió entre ciència i matemàtica
El treball de Wigner va proporcionar una idea innovadora per a la física i per a la filosofia de matemàtiques, i ha estat citat sovint en la literatura acadèmica de filosofia de la física i de la matemàtica. Wigner va especular sobre la relació entre la filosofia de ciència i els fonaments de matemàtiques:
| «               | És difícil evitar la impressió que un miracle ens afronta ací, bastant comparable és la seua sorprenent natura al miracle que la ment humana puga filar mil arguments sense ficar-se en contradiccions, o als dos miracles, el de lleis de natura i el de la capacitat de la ment humana d'endevinar-los. | » |
| — Eugene Wigner | |   |

Més tard, Hilary Putnam (1975) va explicar aquests "dos miracles" com a conseqüències necessàries d'una visió realista (però no Platonista) de la filosofia de matemàtiques. De tota manera, en un text en el qual discuteix el biaix cognitiu Wigner prudentment el va etiquetar com "no fiable", i anant més lluny:
| «               | L'escriptor està convençut que és útil, en discussions epistemològiques, abandonar la idealització que el nivell d'intel·ligència humana té una posició singular en una escala absoluta. En alguns casos fins i tot pot ser útil considerar la realització que és possible en el nivell de la intel·ligència d'algunes altres espècies. | » |
| — Eugene Wigner | |   |

Si humans comprovant els resultats d'altres humans pot ser considerat una base objectiva per a l'observació de l'univers conegut (als humans) és una pregunta interessant, per a ambdues, la cosmologia i la filosofia de matemàtiques. Wigner també va plantejar el desafiament d'una aproximació cognitiva per integrar les ciències:
| «               | Una situació més confusa i dificultosa sorgiria si podríem, algun dia, establir una teoria dels fenòmens de la consciència, o de la biologia, que podria ser tan coherent i convincent com a nostres presents teories del món inanimat. | » |
| — Eugene Wigner | |   |

A més va proposar que: 
| «               | Podrien trobar-se arguments que podrien posar una forta pressió en la nostra fe, en les nostres teories i en la nostra creença en la realitat dels conceptes que formem. Això ens donaria un profund sentit de frustració en la nostra cerca pel que vaig denominar 'la veritat definitiva'. La raó que tal situació siga concebible és que, fonamentalment, no coneixem el perquè les nostres teories funcionen tan bé. Per tant, la seua exactitud no pot provar la seua veritat i consistència. De fet, és la creença de l'escriptor que alguna cosa bastant semblant a la situació que va ser descrita anteriorment existeix si les presents lleis de l'herència i de la física són confrontades. | » |
| — Eugene Wigner | |   |

Peter Woit, un físic teòric, creu que aquest conflicte existeix en la teoria de cordes, on models molt abstractes poden ser impossibles de provar en qualsevol experiment previsible. Si aquest fóra el cas, la '"corda" ha de ser pensada com a real però de qualsevol manera tan real però no comprovable, o senzillament com una il·lusió o artefacte de la matemàtica o de la cognició.

## Respostes a l'article original de Wigner
L'article original de Wigner ha provocat i inspirat moltes respostes a través d'una àmplia gamma de disciplines. Aquestes inclouen a Richard Hamming en ciències de la computació, Arthur Lesk en biologia molecular, Peter Norvig en mineria de dades, Max Tegmark en física, Ivor Grattan-Guinness en matemàtiques i Veges-la Velupillai en economia.

### Richard Hamming
Richard Hamming, un matemàtic aplicat i un fundador de les ciències de la computació, va reflexionar i va estendre la Desraonada Efectivitat de Wigner en 1980, girant entorn de quatre "explicacions parcials" per a ella. Hamming va concloure que les quatre explicacions que va donar van ser insatisfactòries. Aquelles eren:
1. Els humans veuen el qual busquen. La creença que la ciència és fundada en l'experimentació és només parcialment certa. Més precisament, el nostre aparell intel·lectual és tal que molt del que veiem prové dels lents que ens vam posar. Eddington va anar tan lluny com per proclamar que una ment suficientment assenyada podria deduir tota la física, il·lustrant el seu punt amb el següent acudit: "Alguns humans van anar a pescar en el mar amb una xarxa, i en examinar el que havien capturat van concloure que hi havia una mesura mínima per als peixos en el mar."
2. Els humans creen i seleccionen la matemàtica que encaixa en determinada situació. La matemàtica a mà no sempre funciona. Per exemple, quan els escalars van resultar incòmodes per entendre les forces, primer els vectors, després tensors, van ser inventats.
3. La matemàtica només pren en compte una part de l'experiència humana. Molta de l'experiència humana no cau sota la ciència o la matemàtica sinó sota la filosofia del valor, incloent l'ètica, l'estètica i la filosofia política. Afirmar que el món pot ser explicat a través de la matemàtica constitueix un acte de fe.
4. L'evolució va preparar els humans per pensar matemàticament. Les formes de vida primitives han d'haver contingut les llavors de la capacitat humana de crear i seguir llargues cadenes de raonament aproximat. Hamming, el camp del qual del coneixement dista molt de la biologia, d'altra banda diu poc per diluir problema.

### Max Tegmark
Una resposta diferent, brindada pel físic Max Tegmark, és que la física és tan reeixidament descrita per la matemàtica perquè el món físic és completament matemàtic, isomòrfic a una estructura matemàtica, i que estem senzillament descobrint això bit a bit. La mateixa interpretació havia estat avançada alguns anys enrere per Peter Atkins.en aquesta interpretació, les diverses aproximacions que constitueixen les nostres teories físiques actuals són reeixides perquè les estructures matemàtiques senzilles poden proporcionar bones aproximacions de certs aspectes d'estructures matemàtiques més complexes. En altres paraules, les nostres teories reeixides no són matemàtica aproximant-se a la física, sinó matemàtica aproximant-se a la matemàtica.

### Ivor Grattan-Guinness
Ivor Grattan-Guinness troba l'efectivitat notablement raonable i explicable en termes de conceptes com l'analogia, la generalització i la metàfora.